# Haubits
En haubits (fra tjekkisk houfnice) er en relativt kortløbet kanon, som affyrer artillerigranater med middel mundingshastighed, som regel i krumme baner. Haubitser er specielt egnet som feltartilleri i kuperet og/eller bebygget terræn. Moderne haubitser er som regel enten selvkørende (motoriserede) eller bliver trukket af andre køretøjer. Sidstnævnte vil let kunne flyttes med helikoptere.
En haubits er en mellemting mellem en almindelig kanon og en mortér. Haubitsens korte løb og granaternes mindre drivladninger giver vægtfordele, men forringer rækkevidden og præcisionen. Det amerikanske luftvåbens AC-130-fly anvendte i en årrække en 105 mm haubits grundet vægt/ildkraftforholdet.
Salget af haubitser fra den svenske våbenfabrikant Bofors til den indiske hær i 1986 udviklede sig til en stor bestikkelsessag.

## Galleri
- Et af tre 29 cm Haubits-batterier M/1910 på Charlottenlund Fort
- Artillerister om bord på et AC-130U Spooky-fly betjener en 105 mm haubits
- Mortér – Haubitser i fæstningsbyen Fredericia, Danmark, blandt andet anvendt under krigen i 1864. Foto fra juni 2013
- Belo Horizonte, Minas Gerais